# Nicolas Cage
Nicolas Cage, vlastním jménem Nicholas Kim Coppola (* 7. ledna 1964 Long Beach Kalifornie) je americký herec, filmový režisér a producent, držitel Oscara za nejlepší mužský herecký výkon v hlavní roli za romantické drama Leaving Las Vegas (1995), ve kterém ztvárnil postavu alkoholika Bena Sandersona.

## Mládí
Narodil se na Long Beach v Kalifornii a strávil zde i část svého mládí. Má německé a italské předky. Jeho otcem je August Floyd Coppola – profesor literatury a bratr vlivného režiséra Francise Forda Coppoly, jeho matkou je Joy Vogelsang, choreografka a tanečnice, jež byla kvůli chronickým depresím často hospitalizována, což jí na dlouhé doby odlučovalo od zbytku rodiny. Rodiče se v roce 1976 rozvedli. Má dva bratry – Christophera (režisér) a Marca, přezdívaného „The Cope“ (osobnost newyorského rozhlasu). Sestřenicí je režisérka a scenáristka Sofia Coppola.
První hereckou zkušeností byla školní dramatizace Golden Boy. V roce 1998 získal hvězdu na Hollywoodském chodníku slávy.

## Kariéra
Známý se stal výběrem různorodých rolí. V průběhu své kariéry hrál jak ve filmech s vysokým rozpočtem, tak i ve středním proudu a nízkorozpočtových snímcích. Od svého filmového debutu ve snímku Zlaté časy na Ridgemont High (někdy též Nářez na Ridgemonské střední, v originále Fast Times at Ridgemont High) před více než dvaceti lety neustále trval na tom, že se chce objevit ve velkém množství různorodých filmů.
Dvakrát byl nominován na Oscara. Jednoho získal za ztvárnění alkoholika se sebevražednými sklony ve snímku Leaving Las Vegas, druhou nominaci mu vynesla role spisovatele Charlieho Kaufmana a jeho fiktivního dvojčete Donalda ve filmu Adaptace. Vyjma těchto úspěchů si většina jeho filmů s nižším rozpočtem nevedla příliš dobře ve srovnání s ostatními akčními trháky, ve kterých hrál. Diváci kupříkladu téměř úplně ignorovali jeho nekonvenční snímky Obchodník se smrtí a Pan Rosnička. Navzdory příznivým recenzím jeho hereckých výkonů a celosvětovému uvedení obou filmů si ani jeden z nich nezískal významnější skupinu diváků. Naopak kritikou nebyl příliš příznivě přijat snímek Proutěný muž, avšak totálně zavrhovaný film Ghost Rider z roku 2007 se stal hitem a vydělal více než 45 milionů dolarů pouze během premiérového víkendu a do konce března 2007 po celém světě více než 208 milionů.
Je také činný v dalších oblastech spojených s filmem – režii a produkci. Jeho režisérským debutem bylo drama Sonny, v němž do hlavních rolí obsadil Jamese Franca, Brendu Blethyn a Menu Suvari, na malou chvíli se v něm objevil i on sám. Ohlasy na snímek byly rozličné a i v kinech se promítal pouze krátce. Úspěšnější již však je Cageova producentská kariéra. Již první snímek jeho společnosti Saturn Films, kterou založil spolu s Normem Golightlym, Ve stínu upíra (Shadow of the Vampire), byl nominován na Oscara.

## Osobní život
Měl několik vztahů s Patricií Arquette (první manželka), Sarah Jessicou Parker a Lisou Marií Presley (druhá manželka). S herečkou Christinou Fulton má prvního syna, Westona (* 26. prosince 1990). V letech 2004 až 2016 byl ženatý s Alicí Kim, Američankou korejského původu, někdejší číšnicí v sushi baru v Los Angeles. 3. října 2005 se jim narodil syn Kal-El (podle rodného jména Supermana). 7. září 2022 se mu s jeho pátou manželkou Riko Shibata (manželství od roku 2021) narodila dcera August Francesca Coppola.

## Zajímavosti
- Od filmu Valley Girl používá příjmení Cage, aby se vyhnul protekci, neboť příjmení Coppola všem asociovalo jeho strýčka, režiséra Francise Forda Coppolu (Kmotr). Tento pseudonym si Nicolas zvolil podle Luka Cage, rozkolísaného afroamerického komiksového superhrdiny, s nímž se ztotožňoval.
- Trénuje brazilské Jiu-Jitsu pod vedením Royce Gracie.
- Je oddaným fanouškem Elvise Presleyho a nějaký čas byl ženatý s jeho dcerou Lisou.
- V říjnu 1997 se umístil na 40. místě žebříčku „The Top 100 Movie Stars of All Time“ (100 nejlepších filmových herců všech dob) magazínu Empire.
- Zajistil první filmovou roli pro Johnnyho Deppa.
- Vlastní Lamborghini, které dříve patřilo íránskému šáhovi.
- V 80. letech požádal Patricii Arquette o ruku v den, kdy se poprvé potkali. Ta ho pokládala za podivína a předložila mu seznam věcí, které by musel udělat, aby ji získal. Když začal Nicolas požadavky skutečně plnit, Patricie se ho zalekla a začala se mu vyhýbat. O mnoho let později se opět potkali a o pár let nato se vzali.
- Žije v zámečku na okraji Los Angeles. 19. července 2006 si však kvůli potřebě soukromí koupil středověký bavorský zámek Schloss Neidstein.
- Rád improvizuje, někdy k nevoli ostatních členů štábu.
- Sbírá komiksy a vidí je jako současný ekvivalent mytologie.
- Nosí tetování s motivem hrdiny komiksu Ghost Rider, jež muselo být při natáčení filmu Ghost Rider překryto make-upem.
- Na plakátu k filmu Zběsilost v srdci byl uveden dvakrát: jako „Nicolas Cage“ i „Nicholas Cage“.
- Trpí závratěmi.
- Tim Burton ho obsadil do nerealizovaného filmu Superman Lives.
- Ve filmu Polibek upíra snědl živého švába.
- Na lopatce má tetování s motivem varana s cylindrem.
- V květnu 2001 získal čestný doktorát na California State University ve Fullertonu.
- Ve filmu Spider-Man režiséra Sama Raimiho měl hrát postavu Normana Osborna, do které byl však nakonec obsazen Willem Dafoe.
- V pořadu The Tonight Show with Jay Leno prozradil, že jeho životním snem je umět létat.
- Chodil na stejnou střední školu jako Angelina Jolie, Lenny Kravitz, David Schwimmer, Gina Gershon, Rob Reiner, Pauly Shore, Albert Brooks či Crispin Glover.
- Jeho blízkým přítelem je Jim Carrey (od dob jejich spolupráce na filmu Peggy Sue se vdává).

## Filmografie
| Rok  | Film                                                                  | Role                                   | Poznámka                 |
| ---- | --------------------------------------------------------------------- | -------------------------------------- | ------------------------ |
| 2024 | Arcadian                                                              | Paul                                   | post-produkce            |
| 2024 | Dream Scenario                                                        |                                        | post-produkce            |
| 2024 | Longlegs                                                              |                                        | post-produkce            |
| 2023 | Renfield                                                              | Drákula                                |                          |
| 2023 | Sympathy for the Devil                                                |                                        |                          |
| 2023 | The Old Way                                                           | Colton Briggs                          |                          |
| 2023 | The Retirement Plan                                                   | Matt                                   |                          |
| 2022 | Butcher's Crossing                                                    | Miller                                 |                          |
| 2022 | The Unbearable Weight of Massive Talent                               | Nick Cage                              |                          |
| 2021 | Willyho kouzelný svět                                                 | The Janitor                            |                          |
| 2021 | Prisoners of the Ghostland                                            | Hero                                   |                          |
| 2021 | Pig                                                                   | Rob                                    |                          |
| 2020 | Croodsovi: Nový věk                                                   | Grug Crood                             | hlas                     |
| 2020 | Jiu Jitsu                                                             | Wylie                                  |                          |
| 2019 | Barva z vesmíru                                                       | Nathan                                 |                          |
| 2019 | Kill Chain                                                            | Araña                                  |                          |
| 2019 | Primal                                                                | Frank Walsh                            |                          |
| 2019 | Krvavé účty                                                           | Frank Carver                           |                          |
| 2019 | Noční bouře                                                           | Walter                                 |                          |
| 2019 | Running with the Devil                                                | The Cook                               |                          |
| 2018 | #211                                                                  | Chandler                               |                          |
| 2018 | Primal                                                                | Frank Walsh                            |                          |
| 2018 | Mandy                                                                 | Red                                    |                          |
| 2018 | Spider-Man: Paralelní světy                                           | Spider-Man Noir                        | hlas                     |
| 2018 | Mladí Titáni do toho!: Ve filmu                                       | Superman                               | hlas                     |
| 2017 | Inconceivable                                                         | Brian                                  |                          |
| 2017 | Between Worlds                                                        | Joe                                    |                          |
| 2017 | Arsenal                                                               | Eddie King                             |                          |
| 2017 | Looking Glass                                                         | Ray                                    |                          |
| 2017 | Mom and Dad                                                           | Brent Ryan                             |                          |
| 2017 | Pomsta: Milostný příběh                                               | John                                   |                          |
| 2017 | The Humanity Bureau                                                   | Noah Kross                             |                          |
| 2016 | Army of One                                                           | Gary Faulkner                          |                          |
| 2016 | Prokletý kšeft                                                        | Troy                                   |                          |
| 2016 | Snowden                                                               | Hank Forrester                         |                          |
| 2016 | The Trust                                                             | Stone                                  |                          |
| 2016 | USS Indianapolis: Men of Courage                                      | kapitán McVay                          |                          |
| 2015 | Cena moci                                                             | Mike Lawford                           |                          |
| 2015 | Brána temnoty                                                         | Colin Pryce                            |                          |
| 2014 | Tokarev                                                               | Paul Maguire                           |                          |
| 2014 | Temný bojovník                                                        | Gallain                                |                          |
| 2014 | Poslední šance na pomstu                                              | Evan Lake                              |                          |
| 2014 | Napospas osudu                                                        | Rayford Steele                         |                          |
| 2013 | Croodsovi                                                             | Grug                                   | hlas                     |
| 2013 | Joe                                                                   | Joe                                    |                          |
| 2013 | Zmrzlá zem                                                            | Jack Halcombe                          |                          |
| 2012 | Unesená                                                               | Will Montgomery                        |                          |
| 2011 | Ghost Rider 2                                                         | Johnny Blaze/Ghost Rider               |                          |
| 2011 | Vendeta                                                               | Will Gerard                            |                          |
| 2011 | Teror                                                                 | Kyle Miller                            |                          |
| 2011 | Hon na čarodějnice (Season of the Witch)                              | křižák Behman                          |                          |
| 2011 | Drive Angry                                                           | Milton                                 |                          |
| 2010 | Čarodějův učeň (The Sorcerer's Apprentice)                            | Balthazar Blake                        |                          |
| 2010 | Kick-Ass                                                              | Damon Macready / Big Daddy             |                          |
| 2009 | G-FORCE                                                               | Speckles (dabing)                      |                          |
| 2009 | Astro Boy (Astro Boy)                                                 | dr. Tenma (hlas)                       |                          |
| 2009 | Proroctví (Knowing)                                                   | prof. Jonathan „John“ Koestler         |                          |
| 2008 | Nebezpečný cíl                                                        |                                        |                          |
| 2007 | Next                                                                  | Cris Johnson                           | také producent           |
| 2007 | Ghost Rider                                                           | Johnny Blaze/Ghost Rider               |                          |
| 2007 | Čas zabíjet (Time to Kill)                                            |                                        |                          |
| 2007 | Lovci pokladů 2: Kniha tajemství (National Treasure: Book of Secrets) | Ben Gates                              |                          |
| 2007 | Werewolf Women of the S.S.                                            | Dr. Fu Manchu                          |                          |
| 2006 | Rituál (The Wicker Man)                                               | Edward Malus                           | také producent           |
| 2006 | World Trade Center                                                    | seržant John McLoughlin                |                          |
| 2006 | Mravenčí polepšovna (The Ant Bully)                                   | Zoc (dabing)                           |                          |
| 2005 | Pan Rosnička (The Weather Man)                                        | David Spritz                           |                          |
| 2005 | Obchodník se smrtí (Lord of War)                                      | Yuri Orlov                             | také producent           |
| 2004 | Lovci pokladů (National Treasure)                                     | Ben Gates                              |                          |
| 2003 | Švindlíři (Matchstick Men)                                            | Roy Waller                             |                          |
| 2002 | Adaptace (Adaptation.)                                                | Charlie/Donald Kaufman                 |                          |
| 2002 | Sonny                                                                 | Acid Yellow                            | také režisér a producent |
| 2002 | Kód Navajo (Windtalkers)                                              | seržant Joe Enders                     |                          |
| 2001 | Vánoční koleda (Christmas Carol: The Movie)                           | Jacob Marley (dabing)                  |                          |
| 2001 | Mandolína kapitána Corelliho (Captain Corelli's Mandolin)             | kapitán Antonio Corelli                |                          |
| 2001 | Italian Soldiers                                                      | Nicolas Cage                           | dokument                 |
| 2000 | Vítejte v Hollywoodu (Welcome to Hollywood)                           | Nicolas Cage                           | dokument                 |
| 2000 | 60 sekund (Gone in Sixty Seconds)                                     | Randall „Memphis“ Raines               |                          |
| 2000 | Otec rodiny (The Family Man)                                          | Jack Campbell                          |                          |
| 1999 | Počítání mrtvých (Bringing Out the Dead)                              | Frank Pierce                           |                          |
| 1999 | 8 MM                                                                  | Tom Welles                             |                          |
| 1998 | Junket Whore                                                          |                                        | Dokument                 |
| 1998 | Hadí oči (Snake Eyes)                                                 | Rick Santoro                           |                          |
| 1998 | Město andělů (City of Angels)                                         | Seth                                   |                          |
| 1997 | Tváří v tvář (Face/Off)                                               | Caster Troy/Sean Archer                |                          |
| 1997 | Con Air                                                               | Cameron Poe                            |                          |
| 1997 | Sean Connery, an Intimate Portrait                                    |                                        | dokument                 |
| 1996 | Skála (The Rock)                                                      | Dr. Stanley Goodspeed                  |                          |
| 1995 | Leaving Las Vegas                                                     | Ben Sanderson                          |                          |
| 1995 | Polibek smrti (Kiss of Death)                                         | Little Junior Brown                    |                          |
| 1994 | Lapeni v ráji (Trapped in Paradise)                                   | Bill Firpo                             |                          |
| 1994 | Může to potkat i vás (It Could Happen to You)                         | Charlie Lang                           |                          |
| 1994 | Hlídat Tess (Guarding Tess)                                           | Doug Chesnic                           |                          |
| 1994 | A Century of Cinema                                                   |                                        | dokument                 |
| 1993 | Amos & Andrew                                                         | Amos Odell                             |                          |
| 1993 | Nebezpečná hra (Deadfall)                                             | Eddie                                  |                          |
| 1992 | Líbánky v Las Vegas (Honeymoon in Vegas)                              | Jack Singer                            |                          |
| 1992 | Red Rock West                                                         | Michael Williams                       |                          |
| 1991 | Zandalee                                                              | Johnny                                 |                          |
| 1990 | Zběsilost v srdci (Wild at Heart)                                     | námořník Ripley                        |                          |
| 1990 | Ohnivá eskadra (Fire Birds)                                           | Jake Preston                           |                          |
| 1990 | Čas zabíjet (Time to Kill)                                            | Enrico Silvestri                       |                          |
| 1989 | Polibek upíra (Vampire's Kiss)                                        | Peter Leow                             |                          |
| 1988 | Never on Tuesday                                                      | muž v červeném sportovním autě (cameo) |                          |
| 1987 | Pod vlivem úplňku (Moonstruck)                                        | Ronny Cammareri                        |                          |
| 1987 | Potíže s Arizonou (Raising Arizona)                                   | H. I. McDunnough                       |                          |
| 1986 | Peggy Sue se vdává (Peggy Sue Got Married)                            | Charlie Bodell                         |                          |
| 1986 | Chlapec v modrém (The Boy in Blue)                                    | Ned Hanian                             |                          |
| 1984 | Křídla (Birdy)                                                        | seržant Columbato                      |                          |
| 1984 | Cotton Club (The Cotton Club)                                         | Vincent Dwyer                          |                          |
| 1984 | O závod s měsícem (Racing with the Moon)                              | Nicky/Bud                              |                          |
| 1983 | Dravé ryby (Rumble Fish)                                              | Smokey                                 |                          |
| 1983 | Dívka z údolí                                                         | Randy                                  |                          |
| 1982 | Zlaté časy na Ridgemont High (Fast Times at Ridgemont High)           | Bradův kámoš                           |                          |